# Moses Hamungole
Moses Hamungole, né le 1er mai 1967 et mort le 13 janvier 2021, est un évêque catholique zambien.

## Biographie
Hamungole est né en Zambie et a été ordonné prêtre en 1994. Il a été évêque du diocèse catholique romain de Monze, en Zambie, de 2014 jusqu’à sa mort du COVID-19 pendant la pandémie de COVID-19 en Zambie en 2021.